# نسيم كوهن
نسيم كوهن (بالعبرية: ניסים כהן‏) هو لاعب كرة قدم إسرائيلي في مركز الوسط، ولد في 7 أبريل 1955 في هرتسليا في إسرائيل. شارك مع منتخب إسرائيل لكرة القدم. أما مع النوادي، فقد لعب مع مكابي بتاح تكفا ونادي بني يهودا تل أبيب.

## وصلات خارجية
- نسيم كوهن على موقع قاعدة بيانات كرة القدم.إي يو (الإنجليزية)
- نسيم كوهن على موقع ناشيونال فوتبول تيمز (الإنجليزية)